# 马皮水库
马皮水库是中国广西壮族自治区贵港市桂平市境内的一座水库，位于浔江支流马皮河上，建于1956年。水库正常库容为1007万立方米，集雨面积为9平方千米，海拔为61.7米。